# Alassane Fingerweig
Alassane Fingerweig, né en 1975 est un auteur français de romans noirs. 
Son style comportementaliste et objectiviste rappelle les habitudes de Dashiell Hammett et Jean-Patrick Manchette.[réf. nécessaire]
Il a publié La boucherie est une science exacte (2003) aux éditions du Serpent à plumes, et l'Offensive du traître (2004) aux éditions de l'Insomniaque. Son dernier ouvrage, un recueil de nouvelles nommé Petites insécurités  est publié en 2008 aux éditions Sao Maï.